# クラーラ・カドレツォヴァー
クラーラ・カドレツォヴァー（チェコ語: Klára Kadlecová, 1995年4月4日 - ）は、チェコ出身の女性フィギュアスケート選手（ペア）。パートナーはペドル・ビダジュ。
2010/2011 ISUグランプリシリーズに出場。

## 経歴
1995年プラハ生まれ。1999年にスケートを始める。
女子シングルではチェコ全国選手権ノービスクラスで表彰台に上るまでになるが、2009-2010年シーズンにペアに転向。チェスケー・ブジェヨヴィツェのペドル・ビダジュと組み、チェコでは4年ぶりのペア選手となる。このシーズンはISUジュニアグランプリ、世界ジュニアフィギュアスケート選手権に出場。
翌2010-2011年シーズンにはシニアクラス競技会にも出場。追加招待ながら2010/2011 ISUグランプリシリーズ出場をはたす。
2011-2012年シーズンも引き続きジュニアとシニアの試合を掛け持ちして出場していた。11月にビダジュが怪我をしていた時にパートナーシップを解消。理由として、ソロジャンプの精度や体型の問題が上がっている。現在、新たなパートナーを探している。

## 主な戦績
| 大会/年              | 2009-10 | 2010-11 | 2011-12 |
| -------------------- | ------- | ------- | ------- |
| 世界選手権           |         | 15      |         |
| 欧州選手権           |         | 7       |         |
| チェコ選手権         | 1 J     | 1       |         |
| GP中国杯             |         |         | 8       |
| GPエリック杯         |         | 6       |         |
| ニース杯             |         | 4       | 7       |
| アイスチャレンジ     | 1 J     | 6       |         |
| 世界Jr.選手権        | 14 J    | 8 J     |         |
| JGP タリン杯         |         |         | 5 J     |
| JGP オーストリア杯   |         | 7 J     | 8 J     |
| JGP J.カリー記念     |         | 7 J     |         |
| JGP トルン杯         | 9 J     |         |         |
| JGP B.シュベルター杯 | 17 J    |         |         |

- J - ジュニアクラス

### 詳細
| 2011-2012 シーズン      |                                                        |         |         |          |
| 開催日                  | 大会名                                                 | SP      | FS      | 結果     |
| 2011年11月4日 - 6日     | ISUグランプリシリーズ 中国杯（上海）                   | 8 38.34 | 8 82.61 | 8 120.95 |
| 2011年10月26日 - 30日   | 2011年ニース杯（ニース）                               | 8 42.94 | 7 88.04 | 7 130.98 |
| 2011年10月12日 - 16日   | ISUジュニアグランプリ タリン杯（タリン）               | 5 44.92 | 5 84.26 | 5 129.18 |
| 2011年9月28日 - 10月1日 | ISUジュニアグランプリ オーストリア杯（インスブルック） | 8 43.80 | 8 77.14 | 8 120.94 |

| 2010-2011 シーズン      |                                                            |          |          |           |
| 開催日                  | 大会名                                                     | SP       | FS       | 結果      |
| 2011年4月24日 - 5月1日  | 2011年世界フィギュアスケート選手権（モスクワ）             | 15 45.20 | 15 87.31 | 15 132.51 |
| 2011年2月28日 - 3月6日  | 2011年世界ジュニアフィギュアスケート選手権（江陵市）       | 9 42.90  | 9 74.34  | 8 117.24  |
| 2011年1月24日 - 30日    | 2011年ヨーロッパフィギュアスケート選手権（ベルン）         | 8 48.45  | 7 91.49  | 7 139.94  |
| 2010年12月16日 - 18日   | 三国選手権（ズィリナ）                                     | 1 44.75  | 1 89.10  | 1 133.85  |
| 2010年11月26日 - 28日   | ISUグランプリシリーズ エリック・ボンパール杯（パリ）       | 7 39.32  | 6 72.76  | 6 112.08  |
| 2010年10月15日 - 16日   | 2010年ニース杯（ニース）                                   | 4 45.3   | 4 83.67  | 4 128.97  |
| 2010年10月11日 - 12日   | 2010年アイスチャレンジ（グラーツ）                         | 5 41.72  | 6 68.71  | 6 110.43  |
| 2010年9月30日 - 10月1日 | ISUジュニアグランプリ ジョン・カリー記念（シェフィールド） | 7 40.77  | 6 76.95  | 7 117.72  |
| 2010年9月16日 - 17日    | ISUジュニアグランプリ オーストリア杯（グラーツ）           | 6 40.09  | 7 76.16  | 7 116.25  |

| 2009-2010 シーズン    |                                                                 |          |          |           |
| 開催日                | 大会名                                                          | SP       | FS       | 結果      |
| 2010年3月9日 - 10日   | 2010年世界ジュニアフィギュアスケート選手権（ハーグ）            | 13 42.18 | 11 72.89 | 14 115.07 |
| 2010年2月12日 - 13日  | チェコジュニアフィギュアスケート選手権 ジュニアクラス（ブルノ） | 1 35.68  | 1 71.88  | 1 107.56  |
| 2009年10月30日 - 31日 | 2009年アイスチャレンジ ジュニアクラス（グラーツ）               | 1 33.85  | 1 69.94  | 1 103.79  |
| 2009年10月2日 - 3日   | ISUジュニアグランプリ ブラオエン・シュベルター杯（ドレスデン）  | 14 38.4  | 17 65.04 | 17 103.44 |
| 2009年9月10日 - 12日  | ISUジュニアグランプリ トルン杯（トルン）                        | 8 37.94  | 11 65.23 | 9 103.17  |

## プログラム
| シーズン  | SP                                      | FS                                              | EX |
| --------- | --------------------------------------- | ----------------------------------------------- | -- |
| 2011-2012 | フラメンコ 曲：The Princesses of Violin | オペラ座の怪人 曲：アンドルー・ロイド・ウェバー |    |
| 2010-2011 | リベルタンゴ 曲：アストル・ピアソラ     | Nostradamus 演奏：マクシム・ムルヴィツァ        |    |